# Oklahoma Enabling Act

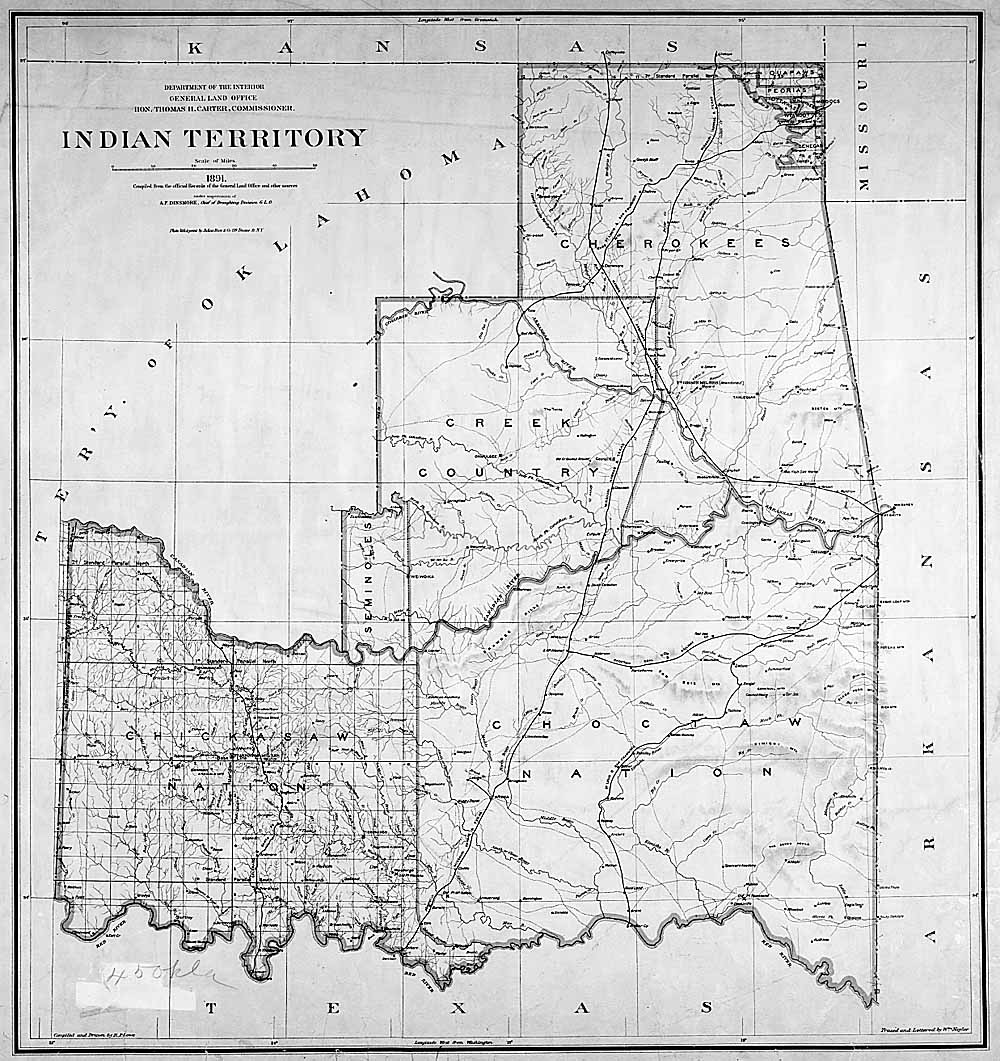
Karte des Indianerterritoriums mit den Gebieten der einzelnen Nationen

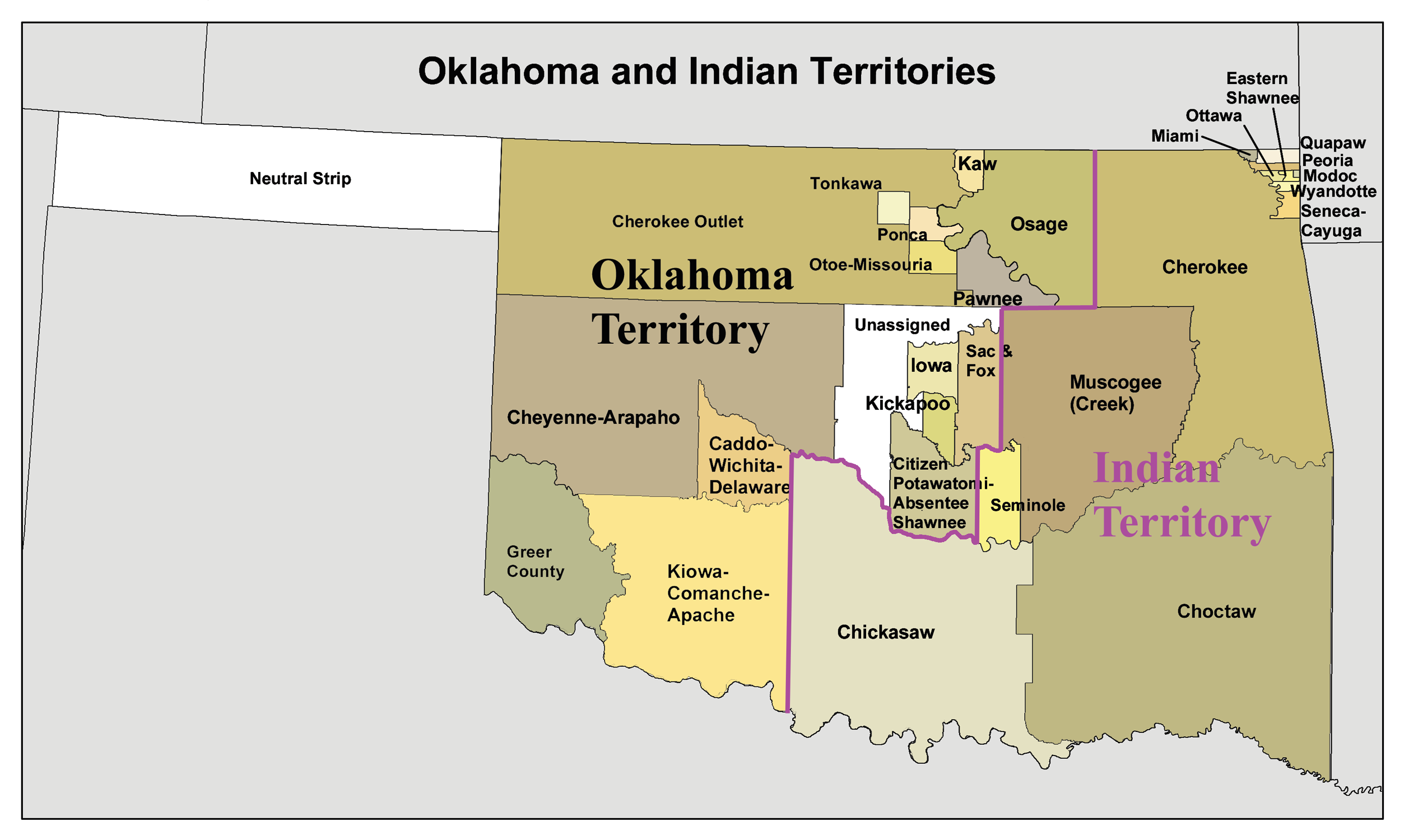
Oklahoma-Territorium und Indianerterritorium in den 1890ern

Oklahoma Enabling Act bezeichnet ein US-amerikanisches Gesetz, welches vom US-Präsidenten Theodore Roosevelt am 16. Juni 1906 unterzeichnet wurde. Das Gesetz ermöglichte die Gründung des US-Bundesstaates Oklahoma. Im Gesetz wurden die rechtlichen Grundlagen, Bedingungen und Wahlprozeduren festgelegt.
Weiters sollte es die Gründung eines Bundesstaates Arizona aus den Arizona- und New-Mexico-Territorien ermöglichen, das kam in dieser Form aber nicht zur Ausführung. Arizona und New Mexico wurden zu zwei getrennten Bundesstaaten und das erst im Jahr 1912.

## Entwicklung
Der Bundesstaat Oklahoma sollte aus zwei Territorien entstehen, einerseits aus dem Oklahoma-Territorium, anderseits aus dem Indianerterritorium. Ursprünglich wehrten sich die Bewohner des Indianerterritoriums gegen eine Vereinigung mit dem von Weißen beherrschten Oklahomaterritorium und strebten einen eigenen Bundesstaat an. Sie planten einen eigenen Staat mit dem Namen Sequoyah, benannt nach Sequoyah, dem Schöpfer der Cherokee-Schrift. Durch den Oklahoma Enabling Act musste dieser Traum endgültig begraben werden, da der Präsident sich gegen die Schaffung von zwei Staaten auf dem Gebiet des heutigen Oklahoma aussprach. Mit dem Oklahoma Enabling Act sollten die Indianerreservate der sogenannten Fünf Zivilisierten Stämme im Osten von Oklahoma aufgelöst werden. Einzig das Reservat der Osage sollte weiterbestehen bleiben. Die Osage hatten das Reservat nicht aufgrund eines Vertrages zwischen den Vereinigten Staaten und dem Stamm erhalten. Sie kauften das Land von den Cherokee in deren „Outlet“ und waren damit in einer stärkeren Position als die anderen Stämme. Im Oklahoma Enabling Act wurde festgelegt, dass sich die Reservation in einem eigenen County befinden sollte.

## Neue Rechtsprechung
Am 9. Juli 2020 entschied der Oberste Gerichtshof der Vereinigten Staaten, dass der Oklahoma Enabling Act nicht die Auflösung der Reservate bedeutete. Im Gerichtsurteil Sharp v. Murphy wurde festgestellt, dass die Stämme weiterhin juristisch gesehen über das ehemalige Indianerterritorium verfügen. Mit dem Urteil wurden Beschlüsse des Oklahoma Enabling Act rückgängig gemacht und 47 % des Staates Oklahoma einschließlich der Stadt Tulsa zu Indianergebiet erklärt. Betroffen von der Entscheidung sind etwa 1,8 Millionen Menschen, darunter die 400.000 Bewohner der Stadt Tulsa. Die Entscheidung hat Folgen für das Steuer- und das Strafrecht. Besitzverhältnisse an Land und Boden ändern sich durch das Urteil nicht.